# Hannelore Kohl

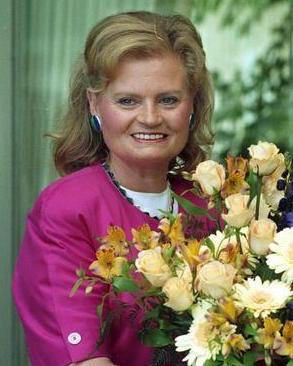
Hannelore Kohl in 1991

Johanna Klara Eleonore (Hannelore) Kohl-Renner (Berlijn, 7 maart 1933 – Ludwigshafen, 5 juli 2001) was de echtgenote van de toenmalige Duitse bondskanselier Helmut Kohl. Haar roepnaam Hannelore is een samenstelling van haar namen Johanna en Eleonore.

## Biografie
Hannelore Renner groeide op in Leipzig. Haar vader, Wilhelm Renner, had van 1939 tot het eind van de Tweede Wereldoorlog een leidinggevende functie bij Hugo Schneider AG, de grootste wapenleverancier van Midden-Duitsland en leverancier van de Panzerfaust. In dit bedrijf waren tot 60.000 concentratiekampgevangenen als dwangarbeider tewerkgesteld. Haar vader was vanaf 1933 lid van de NSDAP. Aan het einde van de oorlog werd Hannelore Renner als twaalfjarig meisje, net als haar moeder, meerdere malen door Sovjet-soldaten verkracht. Nadien werd zij, volgens haar woorden, "als een cementzak" uit het venster geworpen. Zij liep hierbij een beschadiging aan haar ruggenwervels op, waar zij haar leven lang pijn van had. In juli 1945 vluchtte de familie naar Mutterstadt in het zuidwesten van Duitsland, waar haar grootouders van vaders kant woonden.
In 1948 leerde Hannelore Renner haar latere echtgenoot Helmut Kohl kennen. Zij startte een talenstudie, die zij na de dood van haar vader niet kon voltooien. Zij startte daarna een beroepsopleiding voor handelscorrespondentie en sprak, in tegenstelling tot Helmut Kohl, vloeiend Engels en Frans. In 1960 trouwden zij; Hannelore Kohl gaf haar werk op en wijdde zich aan de opvoeding van hun zonen Walter (1963) en Peter (1965). Het liefst bleef Hannelore op de achtergrond, maar als vrouw van de Bondskanselier was zij wel betrokken bij de ontvangst van staatsgasten, waarbij haar talenkennis nuttig was.
In 1983 richtte zij het Kuratorium ZNS op dat zich richtte op ongevalsslachtoffers met schade aan het centraal zenuwstelsel (Duits: Zentralnervensystem - ZNS) en werd hiervan voorzitter. Voor haar werk werd zij in 1988 onderscheiden met de orde van verdienste van de deelstaat Rijnland-Palts en in 1999 met het Grote Bundesverdienstkreuz met Ster.
Vanaf 1993 leed zij aan lichtallergie. De laatste maanden van haar leven kon zij alleen nog na zonsondergang buiten komen. De bruiloft van haar zoon in mei 2001 kon zij niet bijwonen. Op 5 juli 2001 overleed zij als gevolg van een overdosis medicijnen, omdat ze de hevige pijnen niet langer kon verdragen.